# Балог, Ботонд
Бо́тонд Ба́лог (венг. Balogh Botond; род. 6 июня 2002, Шопрон) — венгерский футболист, защитник итальянского клуба «Парма» и сборной Венгрии.

## Клубная карьера
Футбольную карьеру начал в команде «Шопрон» из своего родного города. С 2015 по 2019 год выступал за молодёжную команду МТК из Будапешта. В августе 2019 года перешёл в итальянский клуб «Парма». 28 октября 2020 года дебютировал в основном составе «Пармы» в матче Кубка Италии против «Пескары». 31 октября 2020 года дебютировал в итальянской Серии A в матче против «Интернационале».

## Карьера в сборной
В 2019 году в составе сборной Венгрии до 17 лет сыграл на юношеском чемпионате Европы и на юношеском чемпионате мира.